# روبرت هيوز
روبرت هيوز (بالإنجليزية: Robert Hues)‏ (1553-24 مايو 1632) هو متخصص رياضيات وجغرافي إنجليزي. درس في سان ماري هول بجامعة أوكسفورد في عام 1578. اهتم هيوز بالجغرافيا والرياضيات ودرس الملاحة في المدرسة حيث عمله والتر رالي.